# Bactrocythara labiosa
Bactrocythara labiosa é uma espécie de gastrópode da família Mangeliidae.